# Tendência dominante
Na psicologia social, a tendência ou resposta dominante é "a reação suscitada mais fácil e rapidamente por um determinado estímulo". O aumento da excitação aos estímulos externos "eleva a propensão da pessoa em realizar a tendência dominante". Em outras palavras, isso significa que tudo o que uma pessoa já está normalmente inclinada a fazer, ficará ainda mais inclinada quando na presença de estímulos externos, como o comportamento de outras pessoas em determinado ambiente. Em tarefas fáceis, a resposta dominante costuma ser correta ou bem-sucedida, enquanto em tarefas mais difíceis (complexas ou desconhecidas), a resposta dominante costuma ser malsucedida ou incorreta. Por exemplo, em um labirinto simples onde o único caminho é uma linha reta, a resposta dominante (e correta) seria seguir por essa linha. No entanto, em um labirinto mais complexo, como um cujo circuito é em forma de cruz, onde o ponto inicial e o ponto final são adjacentes um ao outro, seguir em linha reta (a resposta dominante) é a resposta incorreta.